# Elektrická kytara

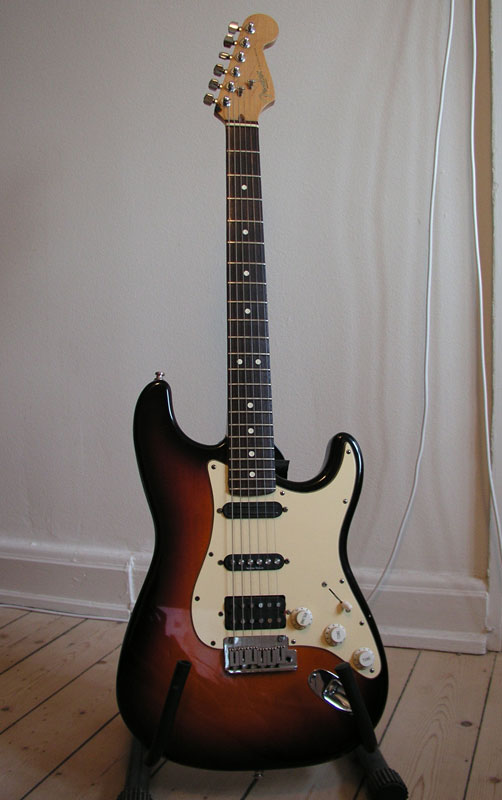
Kytara typu Stratocaster

Elektrická kytara (správněji elektrofonická) je druh kytary, ve které elektromagnetické snímače převádějí chvění strun s ocelovým jádrem na elektrický proud, který je veden z kytary do zesilovače. S elektrickou kytarou se často používají nejrůznější efekty k úpravě zvuku. Používá jeden nebo více snímačů k převodu vibrací strun na elektrické signály, které jsou nakonec reprodukovány jako zvuk pomocí reproduktorů. Zvuk lze tvarovat nebo elektronicky měnit, aby se dosáhlo různých zabarvení nebo tónových kvalit, čímž se zcela liší od akustické kytary. Často se používají efekty jako reverb, distortion a „overdrive“; druhý je považován za klíčový prvek elektrické bluesové kytarové hudby a rockové hry na kytaru. Výsledný zvuk významně ovlivňuje i použitý zesilovač a reproduktor. Kytary bývají nejrůznějších tvarů.
Elektrická kytara byla vynalezena v roce 1932 a přijali ji hráči jazzové hudby, kteří chtěli hrát jednohlasá kytarová sóla ve velkých bigbandových souborech. Mezi první zastánce elektrické kytary patřili Les Paul, Lonnie Johnson, Sister Rosetta Tharpe, T-Bone Walker a Charlie Christian. Během 50. a 60. let se elektrická kytara stala nejdůležitějším nástrojem populární hudby. Vyvinul se z ní nástroj, který je schopen mnoha zvuků a stylů v žánrech od popu a rocku po country, blues a jazz. Sloužila jako hlavní součást ve vývoji elektrického blues, rock and rollu, rockové hudby, heavy metalu a mnoha dalších hudebních žánrů.
Design a konstrukce elektrické kytary se značně liší ve tvaru těla a konfiguraci krku, kobylky a snímačů. Kytary mohou mít pevnou kobylku nebo odpruženou sklopnou kobylku, která hráčům umožňuje „ohýbat“ výšku tónů nebo akordů nahoru nebo dolů nebo provádět vibrato efekty. Zvuk elektrické kytary lze upravit pomocí nových technik hry jako je ohýbání strun (bending), tapping a příklep, pomocí zpětné vazby nebo hraní na slide guitar.
Existuje několik typů elektrických kytar. První druhy byly poloakustické kytary s dutým tělem, zatímco kytary s pevným tělem se vyvinuly později. Konfigurace strun zahrnují šestistrunnou kytaru (nejběžnější typ), která je obvykle laděna E, A, D, G, B, E, od nejnižších po nejvyšší struny; sedmistrunnou kytary, která typicky přidává hlubokou strunu B pod hlubokou E; osmistrunnou kytaru, která typicky přidává hlubokou strunu E nebo F# pod hlubokou B; a dvanáctistrunnou kytaru, která má šest zdvojených strun podobných mandolíně.
V rockové hudbě se elektrická kytara často používá ve dvou rolích: jako rytmická (doprovodná) kytara, která hraje akordové sekvence a riffy a nastavuje rytmus (jako součást rytmické sekce); a jako sólová kytara, která poskytuje instrumentální melodické linky, melodické instrumentální výplňové pasáže a sóla. V malé skupině, jako je power trio, může jeden kytarista střídat obě role; ve větších skupinách je často rytmický kytarista a hlavní kytarista.

## Historie

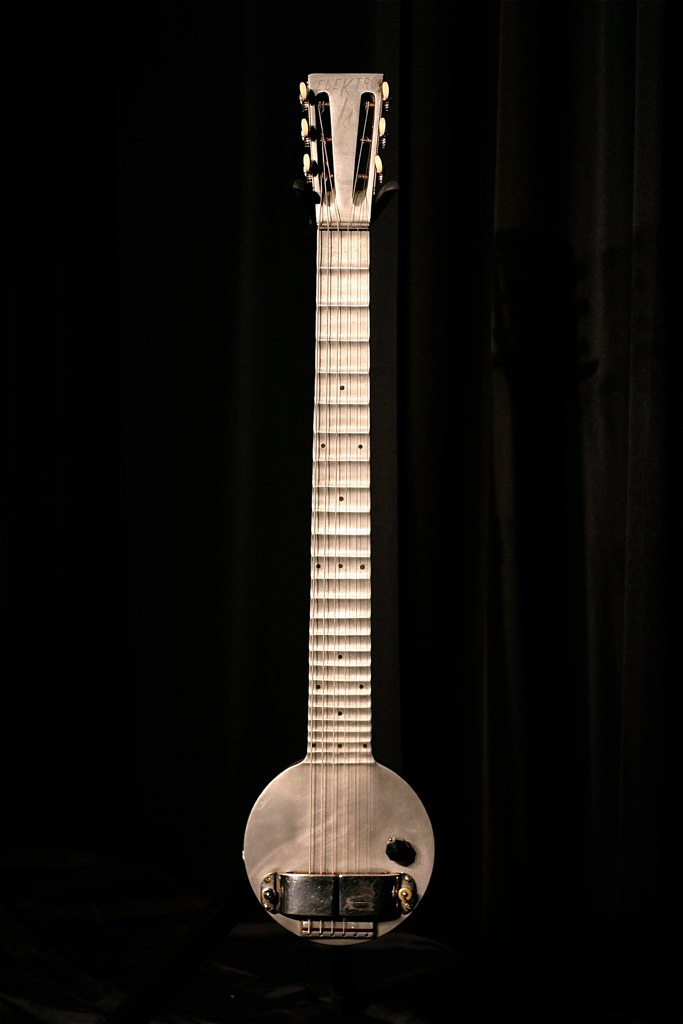
„Frying Pan“, 1932

S konstrukcí elektrické kytary začali experimentovat někteří nadšenci do elektroniky a výrobci strunných nástrojů ve 20. letech 20. století. U prvních kytar se pokoušeli snímat zvuk vestavěnými mikrofony nebo gramofonovými přenoskami. První skutečnou elektrickou kytaru s použitelným snímačem vyráběla od roku 1931 americká firma Rickenbacker. Její první kytara byla označena jako Frying Pan (pánev).
Popularitu elektrická kytara získala v éře větších hudebních těles, kde již hlasitost akustické kytary nedostačovala. Elektrickou kytaru na počátku 40. let proslavil a pojetí kytarové hry změnil jazzový kytarista Charlie Christian.
Dnešní podobu s masivním tělem získala kytara ve 40. a 50. letech, kdy bylo vymyšleno hned několik modelů, z nichž k nejznámějším patří Telecaster a Stratocaster firmy Fender a Les Paul firmy Gibson.

## Snímače
Snímače jsou v podstatě cívky, jejichž jádro tvoří zpravidla 6 magnetů. Cívka bývá uložena v plastovém krytu. Vlivem kmitajících strun se v cívce indukuje elektrické napětí. Vzniklý slabý elektrický signál je dále přenášen k zesilovači, kde se zesiluje. Mimo žádoucí signál se však také ve snímači indukuje rušivé napětí vlivem změn jiných elektromagnetických polí v okolí cívky. To se projevuje nežádoucím zvukem, tzv. brumem.
Prvním typem snímačů je jednocívkový snímač (single coil), který snímá kmity struny v celém frekvenčním rozsahu, výstupní signál však obsahuje i nežádoucí brum. Tento typ snímače je oblíbený pro čisté výšky a přirozený charakter zvuku.
Pro omezení brumu byl vytvořen druhý typ snímačů, tzv. humbucker. Snímač je tvořen dvěma stejnými cívkami na společném jádře, zapojenými proti sobě, tedy s opačnou polaritou. Magnetická pole vzdálených zdrojů, způsobující brum, přicházejí na cívky v opačné fázi a vzájemně se vyruší. Změny magnetického pole, vznikající chvěním strun v blízkosti snímače, naopak vytvářejí užitečný signál. Vzhledem k tomu, že humbuckery mají oproti single-coil větší počet cívek, jejich výstupní signál je (při stejném počtu závitů na cívku) silnější. Frekvenčně mají plný tón, hlavně ve středech a basech, výšky jsou oproti jednocívkovým snímačům omezené.
Existují i další typy snímačů – například tzv. minihumbucker – humbucker ve tvaru single coil snímače, nebo quad rail, což jsou v podstatě dva minihumbuckery. Quad rail produkuje silnější a zkreslenější tón než běžné snímače.
Vlastnosti snímače závisejí na jeho konstrukci, kvalitě a způsobu vinutí cívky i použitých magnetických materiálech. Magnetické materiály používané pro jádra cívek snímačů jsou buď slitiny železa, hliníku, niklu a kobaltu (AlNiCo) nebo ferit.

## Konstrukce

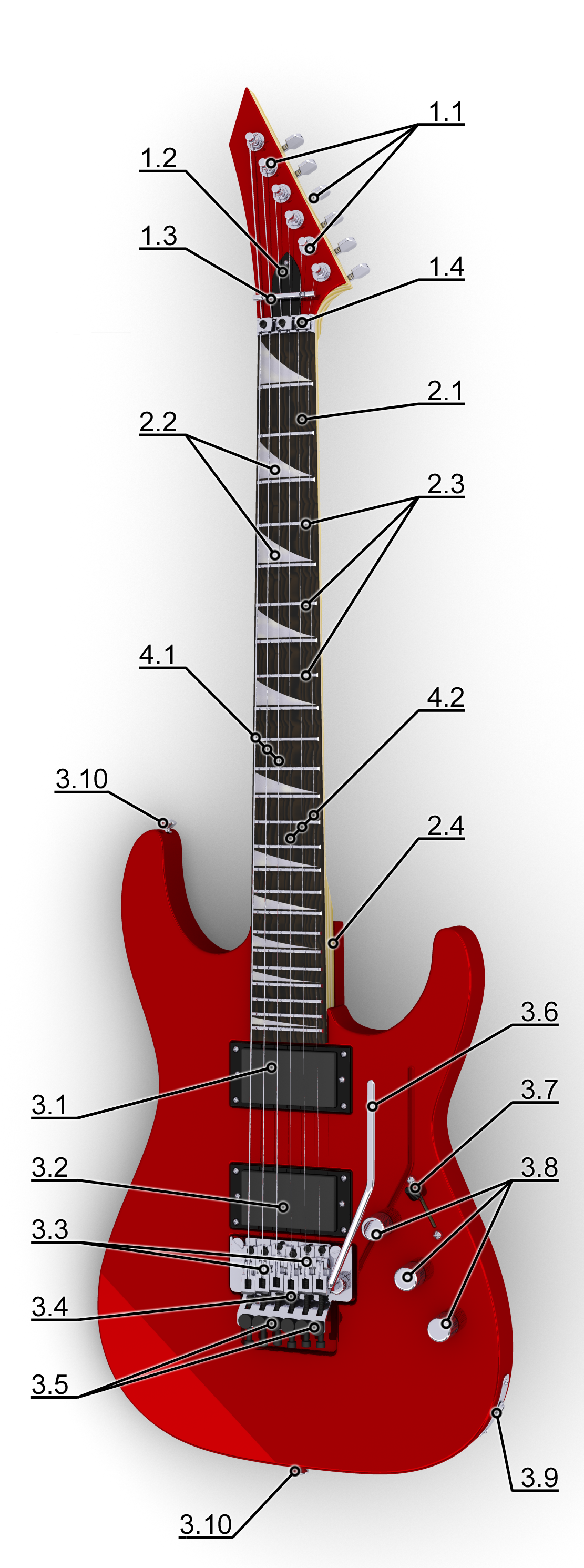
Legenda:
1. Hlava:
1.1 ladící mechanika
1.2 kryt výztužné tyče
1.3 vedení strun
1.4 ořech
2. Krk:
2.1 hmatník
2.2 vykládání
2.3 pražce
2.4 spoj krku a těla
3. Tělo
3.1 „neck“ („krkový“) snímač
3.2 „bridge“ („kobylkový“) snímač
3.3 sedla
3.4 kobylka
3.5 fine tuners (jemné ladící šroubky)
3.6 tremolo
3.7 přepínač snímačů
3.8 hlasitost a tónová clona
3.9 výstupní zdířka
3.10 úchyty na popruh
4. Struny:
4.1 basové struny
4.2 výškové struny

Na rozdíl od akustických či elektroakustických kytar elektrická kytara nepotřebuje korpus k rezonanci tónů. Avšak její tělo se stále vyrábí ze dřeva a jeho kvalita a druh má dopad na výsledný zvuk nástroje. Obecně mohou být kytary lepeny z několika desek různých dřev, nebo zhotoveny z masívu. Počet a druh dřev silně ovlivňuje tónové zabarvení nástroje. Kytary typu Gibson používají obvykle mahagonové dřevo v kombinaci s dalším dřevem (javor, olše, lípa, jasan), na hmatník se obvykle používá palisandr nebo dub. Zatímco kytary typu Fender jsou obvykle zhotoveny z olše, jasanu či jiných „lehčích“ dřevin. Navíc kytary typu Fender (Telecaster, Stratocaster) bývají obvykle menší a lehčího tvaru oproti masivním kytarám typu Gibson (Les Paul). Fendery mají také vyšší a ostřejší tón a jsou na nich hojně používané single coil snímače, nebo kombinace single coil – single coil – humbucker, nebo humbucker – single coil – humbucker, nebo 3× single coil. Gibson používá humbuckery, což mu dodává ještě „hutnější“ a mírně komorněji laděný zvuk a zabarvení.
Potřebné chvění strun – vytvoření kvalitního elektromagnetického pole – lze dosáhnout i za použití jiných materiálů než je dřevo.

## Druhy elektrických kytar
- Stratocaster (ST) – univerzální druh kytary navazující na legendární elektrické kytary Fender Stratocaster. Tento model má svou dlouhou tradici – Leo Fender ho navrhl už v 50. letech.[2]
- Superstrat (Super ST) – navazují na kytary Stratocaster. Liší se svým tvarem, zpracováním a elektronikou. Často vypadají agresivněji, jsou zhotoveny z jiného dřeva, mají vyšší počet pražců a snímače typu humbucker. Uplatní se zejména v tvrdší hudbě.[3]
- Telecaster (T) – vycházejí z klasického tvaru světoznámých kytar Fender Telecaster a mají svůj charakteristicky elegantní tvar a vzhled. Leo Fender tento typ kytary vyvinul už ve 40. letech a od té doby mají Telecastery svůj nezaměnitelný zvuk při nezkreslené i zkreslené hře.[4]
- Les Paul – tradice kytar sahá až do 40. let minulého století. Největší boom zažily tyto nástroje spjaté s firmou Gibson v 60. letech. Nejčastěji využívají kytary Les Paul kombinaci dvou snímačů typu humbucker. Tím pádem disponují velmi „plným“ zvukem a využití najdou napříč všemi žánry.[5]
- SG – kytary spjaté s firmou Gibson, která je vyrábí již od počátku 60. let. SG modely mají velmi charakteristický vzhled a oproti kytarám Les Paul mají užší tělo a profil krku. Díky svému zvuku byla tato kytara vždy oblíbená v tvrdších hudebních stylech, zejména pak v Hard Rocku.[6]
- Hard and Heavy – kytary určené k tvrdšímu stylu hudby jako metal apod. Mezi klasické modely těchto kytar patří zejména Explorer a Flying V. Většina Hard and Heavy nástrojů má ostré tvary, agresivní vzhled a silný zvuk, který vynikne zejména při výrazném zkreslení.[7]
- Semiakustické kytary (semiakustiky) – kombinace španělské a elektrické kytary. Při hraní na semiakustickou kytaru dochází k produkci zvuku kombinací elektroniky (jeden a více snímačů) a akustického prostoru. Semiakustické kytary jsou známé pro svůj teplý a kulatý zvuk. Na těle lubových i pololubových kytar je zpravidla typický výřez ve tvaru „f“. Tyto kytary se užívají zejména v bluesu a jazzu. Pro semiakustiky je typické tremolo (lidově páka). [8]

## Kult Gibson a Fender
Kytara značky Fender se stala symbolem amerického rocku a rockerského „offroadu“, kdežto Gibson zůstal dlouho na poli jazzu a později i jazzrocku, ale díky své masivní konstrukci je dobře použitelný i v tvrdších stylech jako je death nebo black metal. Varianty Gibsonu, jako jsou Les Paul Studio nebo SG mají již širší použití a na tyto nástroje se hraje v mnoha stylech. Díky dvěma humbuckerům a masivní konstrukci umožňují silné zkreslení s kvalitním zvukem. Výběr kytary je otázkou vkusu a preferencí a osobních zkušeností. Například Janick Gers z Iron Maiden hraje na Fender Stratocastery, kdežto Olavi Mikkonen z Amon Amarth hraje na Gibson SG. Hru na Gibson SG se nejvíce proslavil kytarista AC/DC Angus Young a Tony Iommi z Black Sabbath.

## Péče o nástroje a údržba
Jako každý nástroj, i elektrická kytara vyžaduje důslednou péči. V první řadě je nutné zabránit mechanickým a násilným poškozením a v řadě druhé takovým jako je třeba plíseň, houba či praskání dřeva nebo koroze elektroniky a další.
Základem správné údržby nástroje je jeho čištění. Na povrch lze použít buď speciální přípravky od firem jako je Dunlop nebo Planet Waves a další nebo stačí vosk či jiný ochranný přípravek na nábytek a dřevo. Na hmatník však bude potřeba specializovaný přípravek, který by měl především chránit před mastnotou a potem.
Struny by se měly měnit cca po třech měsících intenzivního hraní, při kvalitní péči vydrží kvalitní struny i déle. Po každém hraní by se měly struny vyčistit přípravkem k tomu určeným a vyleštit hadříkem. Tím zabráníme jejich korozi a snížení kvality zvuku.
Při výměně strun bychom měli „holý“ hmatník důkladně vyčistit a vyleštit, odstranit veškerou špínu z pražců a z míst, kam se se strunami nedostaneme.
Seřízení kytary je do jisté míry věc odborného nástrojáře, ale řadu věcí na elektrické kytaře můžeme udělat sami, pokud víme co děláme. Elektrická kytara nám umožňuje nastavit výšku snímačů na obou stranách, a tím i regulovat intenzitu zvuku. Dále při ladění, kdy je kytara sladěna v nižších polohách, ve vyšších ladit nemusí, k tomu slouží „sladění oktáv“, jenž se provádí šroubky na kobylce kytary. Šroubky jsou spojeny s tzv. kameny, přes které je struna natažena. Jejich posunem docílíme toho, aby tón zahraný na 12. pražci hmatníku zněl přesně o 1 oktávu výše než týž tón zahraný na prázdné struně, neboli délka struny od nultého pražce („ořechu“) ke 12. pražci je přesně stejná jako vzdálenost od 12. pražce ke kamenu kobylky.
Můžeme také ovlivnit „prohnutí“ krku nástroje, ocelovým šroubem (výztuhou) umístěným v krku nástroje zakončenou vnitřním šestihranem (inbus) na hlavě kytary, jeho přitažením nebo povolováním můžeme ovlivnit prohnutí krku kytary, při tomto seřizování bychom si měli počínat opatrně, přílišné napětí nemusí způsobit jen drnčení strun na některých pražcích, ale v extrémním případě i popraskání krkového dřeva! Krk by měl být velmi lehce prohnutý po směru tahu strun, ovlivňuje se tím tzv. dohmat-výška strun nad pražci. Pozor, pokud jsou v krku kytary 2 táhla, může se stát při nepravidelném seřízení jejich tahu, že se celý krk zkroutí (např. kytary Rickenbacker). Seřízení krku kytary a následně doladění v oktávách (na 12. pražci) je třeba udělat zejména tehdy, přecházíme-li na jinou tloušťku strun, které mají jinou sílu tahu na tělo kytary. Rovněž se musí seřídit pružiny v tremolu, je-li jím nástroj vybaven, zejména u dvojzvratného tremola (např. Floyd Rose a podobné systémy).